# Personaggi di Bleach
Questa è la lista dei personaggi di Bleach, manga scritto da Tite Kubo. Essi compaiono inoltre nelle varie opere derivate: nella serie televisiva anime omonima, nei film d'animazione, nei videogiochi e nel merchandise legato alla serie. L'opera è ambientata in un mondo immaginario in cui i personaggi sono divisi in varie razze fittizie. Tutte sono sottogruppi dell'umanità, ma si distinguono in base alla loro residenza nel mondo reale o nell'aldilà, in base a set di poteri soprannaturali contrastanti e per l'aspetto ispirato a tradizioni artistiche di differenti regioni del mondo reale.
Il protagonista è Ichigo Kurosaki, un ragazzo giapponese che possiede l'abilità di vedere e interagire coi fantasmi. Un giorno incontra Rukia Kuchiki, una Shinigami della Soul Society la cui missione è quella di purificare gli spiriti malefici conosciuti come Hollow. Quando Ichigo vede Rukia venire gravemente ferita da un Hollow, ottiene da lei i suoi poteri da Shinigami per svolgere le sue mansioni mentre lei si rimette. Conosciuti altri compagni della sua città in possesso di poteri spirituali, Ichigo utilizza i suoi poteri per proteggere i suoi cari, portandolo a scontrarsi con numerosi avversari, tra cui gli Shinigami, gli Arrancar, i Fullbringer e i Quincy.

## Personaggi principali

### Ichigo Kurosaki
Ichigo Kurosaki (黒崎 一護?, Kurosaki Ichigo) è il protagonista dell'opera. Studente liceale dai capelli arancioni, diventa uno Shinigami dopo aver assorbito i poteri di Rukia Kuchiki. La sua natura cinica lo rende inizialmente indisposto verso i suoi obblighi, ma con il passare del tempo impara ad accettare i poteri e le responsabilità che gli derivano dall'essere uno Shinigami. È doppiato da Masakazu Morita (ed. giapponese) e da Federico Viola (ed. italiana). 

### Rukia Kuchiki
Rukia Kuchiki (朽木 ルキア?, Kuchiki Rukia) è la protagonista femminile. Una Shinigami che viene assegnata all'eliminazione degli Hollow nella città di Karakura. Nonostante il suo aspetto sia quello di una ragazzina, è in realtà dieci volte più anziana di Ichigo. All'inizio della storia, Rukia è costretta a trasferire i suoi poteri ad Ichigo e a vivere per un periodo come umana. Si iscrive alla sua stessa scuola e si adatta a vivere nell'armadio del ragazzo, addestrandolo al contempo a svolgere i suoi compiti da Shinigami. È doppiata da Fumiko Orikasa (ed. giapponese) e da Martina Tamburello (ed. italiana).

### Orihime Inoue
Orihime Inoue (井上 織姫?, Inoue Orihime) è una compagna di classe di Ichigo, per il quale ha una cotta. Dall'età di tre anni è orfana, da quando il fratello Sora lasciò con lei i genitori violenti e la crebbe da solo. In seguito, mentre Orihime era alle medie, Sora morì in un incidente. Sebbene inizialmente sprovvista di poteri spirituali, matura presto una sensibilità spiritica e ottiene l'abilità semi-divina di modificare la realtà rigettando gli eventi passati. È doppiata da Yuki Matsuoka (ed. giapponese) e da Giada Bonanomi (ed. italiana).

### Uryū Ishida
Uryū Ishida (石田 雨竜?, Ishida Uryū) è un Quincy, un discendente di una razza di combattenti quasi estinta, storicamente nemica degli Shinigami. Nutre risentimento verso tutti gli Shinigami, incluso Ichigo, ed è uno dei primi antagonisti della serie. Col tempo cambia idea nei confronti di Ichigo e diviene un prezioso alleato e rivale dell'amico. In quanto Quincy, Uryū possiede l'abilità soprannaturale di manipolare le particelle spirituali presenti nell'atmosfera chiamate reishi, le quali possono essere formate in armi di attacco o per attivare incantesimi e altre abilità. È doppiato da Noriaki Sugiyama (ed. giapponese), da Ruggero Andreozzi (ed. italiana) e da Giulia Maniglio (ed. italiana, da bambino).

### Yasutora Sado
Yasutora Sado (茶渡 泰虎?, Sado Yasutora), meglio conosciuto come Chad (チャド?, Chado), è un compagno di classe di Ichigo. È di discendenza mista giapponese-messicana ed estremamente alto e imponente. Nonostante il suo fisico e il suo atteggiamento impavido, Chad è mite e rifiuta lo scontro a meno che non sia per proteggere altri. Quando protegge la sorella di Ichigo, Karin, e una sua amica da un Hollow, scopre di possedere la capacità di irrobustire il suo braccio destro come uno scudo. È doppiato da Hiroki Yasumoto (ed. giapponese) e da Marcello Moronesi (ed. italiana).

### Renji Abarai
Renji Abarai (阿散井 恋次?, Abarai Renji) è uno Shinigami e il lugotenente della Sesta Divisione del Gotei 13. Viene introdotto come antagonista all'inizio della storia e incaricato di ritrovare Rukia nel mondo degli umani e riportarla alla Soul Society. Inizialmente si dedica anima e corpo per sconfiggere Ichigo, prima di unire con lui le forze per salvare Rukia durante l'arco della Soul Society. Da allora è diventato un protagonista e uno degli alleati più presenti di Ichigo. È doppiato da Kentarō Itō (ed. giapponese), da Davide Fazio (ed. italiana) e da Ilaria Silvestri (ed. italiana, da bambino).

## Alleati

### Shinigami
Gli Shinigami (死神?) sono i protettori delle anime, garantendo loro accesso alla Soul Society e tenendole al sicuro dagli Hollow. Ogni Shinigami possiede una zanpakutō, una spada usata in combattimento che costituisce una manifestazione fisica dell'anima del portatore. Ogni zanpakutō ha una personalità propria, a volte in contrasto con quella del proprietario. Gli Shinigami rappresentano l'élite della Soul Society, mentre un numero molto maggiore di anime risiede nella periferia.

### Emporio Urahara
L'Emporio Urahara (浦原商店?, Urahara Shōten) è un negozio che vende snack e generi di consumo. Raccoglie una clientela di persone spiritualmente più sensibili che possono ottenervi oggetti prelevati dalla Soul Society. Tre dei suoi impiegati, Kisuke Urahara, Yoruichi Shihōin e Tessai Tsukabishi, sono ex shinigami di alto rango esiliati dalla Soul Society.

#### Jinta Hanakari
Jinta Hanakari (花刈 ジン太?, Hanakari Jinta) è il ragazzo che lavora all'emporio. Sempre armato di una mazza da baseball, ha i capelli rossi e un carattere molto nervoso, e maltratta spessissimo la povera Ururu. Nel tempo libero si allena pensando di giocare in campo. Il suo attacco, chiamato Jinta Home Run, con cui colpisce l'avversario con la sua mazza, è abbastanza forte da uccidere un Hollow. Lo riutilizza poi contro un Arrancar per difendere Ururu, ma senza successo e perciò fugge via. Dopo 17 mesi è più alto e formato nel fisico; i capelli, inoltre, sono più lunghi e tirati all'indietro. È doppiato da Takako Honda (ed. giapponese) e in da Giuliana Atepi (ed. italiana).

#### Ururu Tsumugiya
Ururu Tsumugiya (紬屋 雨?, Tsumugiya Ururu) è la timida ragazzina con i capelli lunghi e le treccine che si lascia sempre maltrattare da Jinta. Con lei Ichigo effettuerà il suo primo allenamento. A dispetto delle apparenze la ragazzina è molto forte fisicamente, tanto che proprio durante questo allenamento l'hanno dovuta bloccare, altrimenti avrebbe ucciso il protagonista a causa dell'addestramento anti-Shinigami avanzato cui Urahara l'ha sottoposta. Quando si reca in battaglia porta con sé una gigantesca arma da fuoco che spara all'impazzata. Nella saga degli Arrancar salva Renji combattendo contro Yylfordt Granz, ma viene quasi colpita a morte dalla zanpakutō dell'Arrancar. Dopo 17 mesi è più alta e dai capelli più lunghi. È doppiata da Noriko Shitaya (ed. giapponese) e da Ludovica De Caro (ed. italiana).

#### Tessai Tsukabishi
Tessai Tsukabishi (握菱 鉄裁?, Tsukabishi Tessai) è il più anziano del terzetto. È un uomo dall'aspetto serio, caratterizzato da codino, pochi capelli, occhiali e due grandi baffi. È molto abile nell'uso del kidō e anche fisicamente, tanto che riesce ad uccidere un Hollow a mani nude. Cent'anni prima dell'inizio della storia era il capitano del Corpo del kidō. Venne esiliato nel mondo dei vivi per aver usato tecniche proibite. In realtà le usò a fin di bene, cioè per aiutare Kisuke a trasportare i corpi degli attuali Vizard nel suo laboratorio ed impedirne la completa trasformazione in Hollow causata da Aizen. È doppiato da Kiyoyuki Yanada (ed. giapponese) e da Dario Agrillo (ed. italiana).

### Vizard
I Vizard (护?, Vaizādo, dall'inglese "vizard", cioè "visiera", connotazione giapponese per "soldati mascherati") sono un gruppo di Shinigami che hanno acquisito poteri da Hollow riuscendo a controllarli, ottenendo così un drastico aumento delle loro capacità. Vengono considerati criminali dalla Soul Society sebbene il loro stato derivi da una serie di esperimenti illegali eseguiti a loro insaputa da Sōsuke Aizen, da cui vennero salvati da Kisuke Urahara.
Appaiono per la prima volta dopo il ritorno di Ichigo dalla Soul Society e lo aiutano a controllare l'Hollow che ha dentro di sé prima che questi prenda il sopravvento; in seguito intervengono nel combattimento contro Aizen e gli Arrancar prestando aiuto ai loro ex compagni. Al termine della saga dei Fullbringer molti di loro vengono riammessi nella Soul Society e in particolare Shinji, Kensei e Rose vengono reintegrati nei loro ruoli di capitani della Quinta, Nona e Terza Divisione (in sostituzione dei capitani traditori Aizen, Tosen e Gin).

#### Shinji Hirako
Shinji Hirako (平子 真子?, Hirako Shinji) è il capo dei Vizard. Sebbene sia quasi sempre protagonista di scenette comiche, sa essere serio nei momenti critici; tra tutti i Vizard quella a cui sembra essere più legato è Hiyori: per la maggior parte del tempo i due bisticciano tra loro ma in realtà si conoscono molto bene e sono molto legati. Cento anni prima degli eventi attuali era il capitano della Quinta Divisione e, diffidente nei confronti di Aizen, lo scelse come luogotenente proprio per poterlo controllare da vicino; tuttavia a causa di questa sua diffidenza non si accorse delle proprietà illusorie della zanpakutō di Aizen, permettendogli di proseguire indisturbato i suoi piani. Nella saga degli Arrancar si presenta come nuovo allievo nella stessa classe di Ichigo e lo convince ad unirsi al gruppo dei Vizard per poterlo aiutare a controllare il suo Hollow interiore; in qualità di amici di Ichigo e avversari di Aizen, i Vizard intervengono poi nella battaglia contro gli Arrancar al fianco degli Shinigami, durante la quale Shinji affronta Grimmjow e lo stesso Aizen. Dopo la sconfitta di quest'ultimo, viene reintegrato nel rango di capitano della Quinta Divisione e combatte poi con i suoi compagni contro il Vandenreich. 

Shinji Hirako sulla copertina del volume 21 di Bleach

Shinji usa abilmente i poteri della sua maschera, il cui aspetto ricorda vagamente quella di un faraone, riuscendo ad emettere un Cero di grandissima potenza. 
La sua zanpakutō si chiama Sakanade (逆撫? "Corsa all'indietro") e il suo shikai si attiva al comando "collassa" (倒れろ?, taorero): in questa forma l'elsa si trasforma in un largo anello al centro del quale lo Shinigami pone la sua mano, permettendogli di controllare la spada senza maneggiarla; lungo la lama appaiono cinque buchi e, come Shinji stesso afferma, i poteri del suo rilascio sono legati al controllo dei sensi: essa è infatti in grado di creare un mondo illusorio in cui le direzioni e i sensi sono invertiti. È doppiato da Masaya Onosaka (ed. giapponese) e da Simone Lupinacci (ed. italiana).

#### Hiyori Sarugaki
Hiyori Sarugaki (猿柿 ひよ里?, Sarugaki Hiyori) è l'ex luogotenente della Dodicesima Divisione, sottoposta prima a Kirio Hikifune e poi a Kisuke Urahara. È una ragazzina esuberante, scontrosa e scurrile e indossa una tuta rossa e un paio di sandali infradito; ha gli occhi marroni, le lentiggini, i capelli biondi raccolti in due codini e il canino superiore sinistro particolarmente pronunciato. Accetta la nomina di Kisuke a successore di Kirio con grande difficoltà, dato il rapporto che nutriva col precedente capitano, ma col tempo impara a rispettarlo; inviata proprio da lui a investigare sulla morte di alcuni Shinigami, diventa vittima degli esperimenti di hollowificazione di Aizen ma viene salvata da Tessai e guarita dallo stesso Urahara. Durante la battaglia di Karakura viene gravemente ferita da Gin Ichimaru e in seguito guarita da Retsu Unohana. La maschera di Hiyori ricorda il viso di un demone dalle fauci serrate ed è provvista di un corno sulla fronte. 
La sua zanpakutō si chiama Kubikiri orochi (馘大蛇? "Grande serpente") e rilascia lo shikai al comando "affetta" (ぶっ手切れ?, buttegire): una volta rilasciata assume la forma di un'imponente mannaia con la lama seghettata. È doppiata da Reiko Takagi (ed. giapponese) e da Gea Riva (ed. italiana).

#### Love Aikawa
Love Aikawa (愛川 羅武?, Aikawa Rabu) è l'ex capitano della Settima Divisione. Porta i capelli a punta in stile afro; indossa una tuta da ginnastica verde, porta gli occhiali da sole e condivide con Rose la passione per i manga; durante la battaglia di Karakura affronta assieme a quest'ultimo il Primera Espada Coyote Starrk, da cui viene sconfitto, ma riesce a salvarsi grazie all'intervento dei capitani Kyōraku e Ukitake. È dotato di un'enorme forza fisica, tanto da riuscire a spaccare in due un Menos Grande a mani nude, mentre la sua maschera ha l'aspetto di un demone oni provvisto di due piccole corna sulla fronte. 
La sua zanpakutō si chiama Tengumaru (天狗丸? "Cerchio Rotondo") e viene rilasciata al comando "frantuma" (打ち砕け?, uchikudake): la spada si trasforma in un'enorme tetsubo nera fornita di spine con la capacità di manipolare il fuoco. È doppiato da Tetsu Inada (ed. giapponese).

#### Rōjūrō Ōtoribashi
Rōjūrō Ōtoribashi (鳳橋 楼十郎?, Ōtoribashi Rōjūrō), meglio conosciuto col nomignolo Rose (ローズ?, Rōzu), è il capitano della Terza Divisione. Ha lunghi capelli biondi, gli occhi azzurri e pelle chiara; indossa sempre un lungo cappotto e una camicia bianca con merletti. Calmo e riflessivo, ama molto la musica e suona anche la chitarra. Durante la battaglia di Karakura affronta assieme a Love Coyote Starrk e in seguito allo scontro viene reintegrato nel suo vecchio ruolo; durante l'invasione della Soul Society da parte del Vandenreich ingaggia battaglia contro lo Stern Ritter "U" NaNaNa Najahkoop, che apparentemente riesce a sconfiggerlo; successivamente si scontra, insieme a Kensei, con lo Stern Ritter "S" Mask de Masculine: nonostante il capitano attivi il suo bankai il Quincy, dopo aver sconfitto Kensei, che aveva lo scopo di distrarlo, sconfigge Rose con un raggio a forma di stella, che lo colpisce in pieno petto sconfiggendolo. Viene ucciso prima di essere curato da Gremmy Thoumeaux e riportato poi in vita sotto forma di zombie per combattere con gli Arrancar di Mayuri, ma una volta guarito torna a ricoprire la carica di capitano. La maschera di Rose si differenzia dalle altre, di norma piatte, in quanto protende in avanti fino a formare una sorta di grosso becco adunco, in tutto e per tutto simile alla maschera dei medici della peste medievali.
La sua zanpakutō si chiama Kinshara (金沙羅?). In forma sigillata Rose può far uso di una tecnica chiamata Arpeggio (アルペジオ?, Arupejio), con cui crea dalla sua spada una corda di pianoforte spirituale che, stringendosi, dilania l'avversario; lo shikai viene rilasciato al comando "suona" (奏でろ?, kanadero) e la lama assume la forma di una lunga frusta il cui termine ha delle sembianze simili al gambo di un fiore. Una delle sue tecniche è chiamata Kinshara sōkyoku daijūichiban - Izayoi bara (金沙羅奏曲第十一番・十六夜薔薇?), con cui il nemico viene avvolto da un potente vortice d'energia. Il bankai è chiamato Kinshara Butōdan (金沙羅舞踏団? '"Acustica Melodiosa del Direttore d'Orchestra Imperiale") e in esso la frusta dello Shikai si moltiplica e si attorciglia a formare degli strani esseri umanoidi, il cui volto assomiglia al bocciolo della forma precedente: la capacità principale di questo bankai è di creare potenti illusioni grazie al suono, capaci di provocare all'avversario danni reali fintanto che ci creda. È doppiato da Shōto Kashii (ed. giapponese) e da Alessandro Lussiana (ed. italiana).

#### Kensei Muguruma
Kensei Muguruma (六車 拳西?, Muguruma Kensei) è il capitano della Nona Divisione. Dal fisico muscoloso e atletico, indossa una canottiera blu con contorno grigio e dei guanti arancioni, ha i capelli grigio argento e sull'addome ha tatuato il numero 69, cosa che Shūhei Hisagi ha imitato facendosene uno simile sulla guancia in segno di riconoscenza dopo essere stato salvato da bambino. Durante la permanenza sulla Terra si è fatto alcuni piercing, degli anelli d'oro sul sopracciglio e sull'orecchio sinistro. Secondo quanto rivelato da Kuna è irascibile, rissoso e dal carattere alquanto irritabile. Vista Mashiro in grave difficoltà contro Wonderweiss Margela, accorre a salvarla; dopo la battaglia di Karakura viene reintegrato nel suo ruolo precedente alla hollowificazione e durante l'attacco da parte del Vandenreich giunge in aiuto di Hisagi, che si sta scontrando con lo Stern Ritter "S" Mask de Masculine. Il capitano viene sconfitto dal suo avversario e più tardi ucciso da Gremmy Thoumeaux, per poi essere riportato in vita da Giselle Gewelle sotto forma di zombie e infine combattere con gli Arrancar di Mayuri; una volta guarito torna a ricoprire la carica di capitano. Kensei, che vanta un'ottima abilità con la spada, è anche in grado di sferrare pugni devastanti; la sua maschera da Hollow è vagamente simile a quella da hockey su ghiaccio ed è dotata di sei aperture per gli occhi. 
La sua zanpakutō si chiama Tachikaze (断地風?) e ha la forma di una normale spada; lo shikai viene rilasciato al comando "spazzalo via" (吹っ飛?, futtobase), facendo assumere alla spada la forma di un lungo pugnale. In questo stato riesce a creare una lama d'aria in grado di tagliare da lontano un Hollow; oltre a questa tecnica Kensei può accumulare reiatsu con Tachikaze e rilasciarlo sotto forma di un'onda di energia bianca che colpisce l'avversario con una violenza estrema. Il suo bankai si chiama Tekken Tachikaze (鐡拳 断地風?): in questa forma le sue braccia vengono ricoperte da una corazza a fasce che, all'altezza delle spalle, si allarga a ventaglio e in ciascuna mano impugna una lama piatta a due punte. Kensei spiega che quando rilascia il bankai il potere distruttivo dello shikai viene concentrato interamente nei tirapugni, con il risultato che ogni colpo genera una massiccia esplosione al momento dell'impatto: finché continuerà a colpire il nemico con essi, quindi, quest'ultimo continuerà ad implodere internamente. È doppiato da Tomokazu Sugita (ed. giapponese) e da Massimo Di Benedetto (ed. italiana). 

#### Mashiro Kuna
Mashiro Kuna (久南 白?, Kuna Mashiro) è l'ex luogotenente di Kensei. Ha un carattere allegro, ma è anche molto forte e possiede molta resistenza: fin dai primi tentativi, infatti, riusciva a mantenere la propria forma da Hollow per oltre quindici ore consecutive. Alcune volte, tuttavia, è troppo sicura di sé e non si rende conto di sfruttare i propri poteri di Vizard in maniera eccessiva, riducendo drasticamente la durata della sua trasformazione. Durante la battaglia di Karakura affronta Wonderweiss e non ha problemi a tenere testa all'avversario finché la sua maschera comincia a sfaldarsi lasciandola alla mercé del nemico; viene tuttavia salvata all'ultimo istante da Kensei. Al termine della battaglia riprende il posto di vice-capitano della Nona Divisione assieme a Hisagi. La maschera di Mashiro ricorda la testa di un insetto ed è molto abile nelle arti marziali, preferendo ricorrere al combattimento corpo a corpo piuttosto che alla sua zanpakutō, il cui nome rimane sconosciuto. È doppiata da Akemi Kanda (ed. giapponese) e da Marta De Lorenzis (ed. italiana).

#### Hachigen Ushōda
Hachigen Ushōda (有昭田 鉢玄?, Ushōda Hachigen), meglio conosciuto come Hacchi (ハッチ?), è un uomo di mezza età imponente e robusto ma dall'indole gentile e pacifica. Porta dei folti baffi rosa così come i capelli, che al contrario sono corti e tagliati in modo simile ad un simbolo a forma di tibie incrociate; indossa un completo verde con sotto una camicia bianca. È capace di usare tecniche del kidō estremamente avanzate, tanto che ricopriva il ruolo di vice-capitano dei Corpi del Kidō come sottoposto di Tessai Tsukabishi. Assegnato alla missione di recupero assieme a Shinji, Love, Rose e Lisa, viene hollowificato e bandito dalla Soul Society; durante la battaglia di Karakura combatte insieme a Soifon contro il Segunda Espada Baraggan Luisenbarn: pur riuscendo a danneggiare gravemente il nemico grazie ad un attacco combinato, Barragan sopravvive e colpisce il braccio destro di Hacchi; il Vizard, tuttavia, riesce a teletrasportare l'arto direttamente nel corpo dell'Arrancar, che viene così distrutto dal suo stesso potere. Abilissimo nel kidō, non si vede mai impugnare la spada tranne che per fermare Ichigo durante il combattimento di prova contro Hiyori. La sua maschera è particolarmente appariscente e ricorda il volto di un demone balinese: presenta infatti delle protuberanze che si estendono fin dietro la testa, un'ampia dentatura serrata e due grosse zanne che dipartono dai lati della bocca. A differenza degli altri Vizard, che richiamano la maschera con una sola mano, sembra che Hacchi abbia bisogno di entrambe le mani. La sua zanpakutō è uno spadone dal manico quadrato, che può richiamare via kidō. È doppiato da Takashi Nagasako (ed. giapponese) e da Pino Pirovano (ed. italiana).

#### Lisa Yadōmaru
Lisa Yadōmaru (矢胴丸 リサ?, Yadōmaru Risa) è l'ex luogotenente di Shunsui Kyōraku nell'Ottava Divisione. Porta i lunghi capelli neri raccolti in un codino e gli occhiali; i suoi occhi sono di colore verde-azzurro. Indossa un'uniforme da studentessa liceale e ama molto leggere riviste hentai. È una persona taciturna e non molto socievole. Durante la battaglia di Karakura combatte insieme a Hiyori contro il Tercera Espada Tia Harribel prima di essere interrotta da Aizen; successivamente prende il posto di Kyōraku, promosso a Comandante Generale, come capitano dell'Ottava divisione. Abile sia con la spada che con le arti marziali, la sua maschera presenta una forma romboidale con una fessura a forma di croce latina sulla parte frontale. 
La sua zanpakutō si chiama Haguro Tonbo (鉄漿蜻蛉? "Libellula di Ferro") e rilascia lo shikai al comando "frantuma" (潰せ?, tsubuse): una volta rilasciata assume la forma di una lancia orientale dalla lama larga e piatta. È doppiata da Kanako Hattori, Sayori Ishizuka (TYBW) (ed. giapponese) e da Debora Magnaghi nelle stagioni 6-13 e Giulia Bersani nella stagione 14 (ed. italiana).

## Avversari

### Hollow
Gli Hollow (ホロウ?, Horō) sono degli spiriti maligni. Originariamente sono delle anime umane che non hanno raggiunto la Soul Society in tempo dopo la loro morte. Ciò fa perdere loro coscienza della propria natura e sviluppa in loro un'attrazione per le anime umane. La loro caratteristica principale è una maschera bianca che ricopre il volto, diversa per ciascun individuo, e un buco nero al posto del cuore. Gli Arrancar (アランカル?, Arankaru) sono Hollow che hanno acquisito forma umanoide e poteri da Shinigami e sono gli antagonisti principali nella seconda parte della serie, sotto il comando dello Shinigami traditore Sōsuke Aizen e dei dieci Arrancar più forti, denominati Espada (エスパーダ?, Esupāda).

### Sōsuke Aizen
Sōsuke Aizen (藍染 惣右介?, Aizen Sōsuke) è l'antagonista principale per gran parte della serie. Presentato come il capitano della Quinta Divisione del Gotei 13, Aizen è la mente dietro a un complotto avviato prima dell'inizio della storia e portato avanti durante gli eventi della Soul Society per ottenere l'oggetto dei suoi desideri, l'Hōgyoku (崩玉?), e distruggere così il Re Spirito. Grazie all'Hōgyoku e ai due capitani da lui reclutati, Gin Ichimaru e Kaname Tōsen, si crea un esercito di Arrancar con cui minaccia la Soul Society. Aizen è infine sconfitto da Ichigo, prima di essere catturato da Kisuke Urahara e confinato a ventimila anni di reclusione. È doppiato da Shō Hayami (ed. giapponese) e da Davide Fumagalli (ed. italiana).

### Bount
I Bount (バウント?, Baunto) sono un gruppo presente solo nelle puntate filler della versione animata. Sono esseri umani con caratteristiche speciali, e per questo nel corso dei secoli sono spesso stati visti come creature soprannaturali e talvolta assimilati ai vampiri. Il loro potere speciale è dato da una bambola  che usano in battaglia. Sono stati creati artificialmente nella Soul Society molto tempo prima del tempo della trama principale: essi infatti sono il risultato di un esperimento scientifico fallito, che era mirato alla ricerca della vita eterna. La responsabile dell'esperimento è Ran'Tao, una Shinigami della divisione scientifica e tecnologica. Il capo dei Bount è Jin Kariya, che vuole vendicarsi degli Shinigami per averli creati e poi uccisi.

#### Jin Kariya
Jin Kariya (狩矢 神?, Kariya Jin), il cui vero nome è Eugene Currier (ユージン・カリヤー?, Yūjin Kariyā) è il capo dei Bount. Ha una cicatrice sul volto, un segno fatto da un Hollow quando lui era ancora bambino. Dopo essersi fuso con la sua bambola i suoi capelli diventano bianchi e i suoi occhi si colorano di rosso, ed acquista una notevole potenza. Tutti i suoi amici sono stati condannati a morte dagli Shinigami, in quanto si dichiarava che l'esperimento è stato un disastro. È il più potente fra tutti i suoi simili, all'inizio il suo obiettivo è accumulare un'enorme massa di energia, dopo si scopre che vuole invadere la Soul Society per vendicarsi degli Shinigami. Jin può immobilizzare i suoi nemici con un singolo tocco. Nel corso della serie vengono rivelati i poteri della sua bambola, Messer, cioè il controllo del vento. Dopo aver affrontato diversi avversari fra cui la sua stessa creatrice, utilizza la sua arma con la massima forza di cui dispone, rivelando la sua vera forma nello scontro con Ichigo Kurosaki. Kariya viene infine sconfitto e ucciso da Ichigo. 
La bambola di Jin si chiama Messer (メッサー?, Messā, "coltello" in tedesco). Sigillata, Messer prende la forma di un porta-carte da gioco, mentre, rilasciata, diventa una pata, la cui lama è formata da vento. Jin mostra un utilizzo della sua bambola superiore rispetto a quello degli altri Bount, in quanto, essendo fuso con lei, è in grado di usare i suoi poteri senza rilasciarla. I poteri di Messer consistono principalmente nel controllo del vento, trasformandolo in elettricità al massimo della sua potenza. È doppiato da Toru Ohkawa (ed. giapponese) e da Paolo De Santis (ed. Italiana).

#### Yoshino Sōma
Yoshino Sōma (相馬 芳野?, Sōma Yoshino) è una giovane donna dai capelli castani, nonché la prima dei Bount ad apparire nella storia mentre cerca di nutrirsi attirando un essere umano con il suo canto. Dopo un duro scontro con Ichigo e Rukia viene quasi sconfitta, ma salvata in extremis e portata via da Utagawa. Subisce poi il duro rimprovero di Jin Kariya, che apparentemente la reputa una donna speciale. Riappare più avanti nella storia per salvare Uryū Ishida da Utagawa, che l'aveva catturato e stava per nutrirsi di lui. Dopo averlo curato, Yoshino spiega ad Ishida il motivo per cui i Bount hanno l'implicita regola di non nutrirsi mai di esseri viventi (l'assimilazione di troppo potere porterebbe ad una distorsione dell'atmosfera, ed all'apertura di varchi verso l'Hueco Mundo), che lei stessa tentava di farlo per ottenere più potere e potersi frapporre ai piani di Jin Kariya, e che la chiave per il misterioso piano dei Bount è l'ultimo Quincy, cioè lui. Durante una successiva conversazione con Utagawa, si scopre poi che la donna era in passato innamorata di Kariya, e che vuole fermare i suoi piani dato che ha scoperto che da tempo manipolava sia lei sia i Bount per i suoi scopi. Viene poi uccisa sempre da Kariya durante uno scontro. 
La bambola di Yoshino si chiama Goethe (ゲーテ?, Gēte). Prende vita quanto Yoshino fa scaturire una scintilla dal braccialetto argentato che porta al polso destro, usando l'anello-artiglio che indossa sulla mano sinistra. Prende forma di una sorta di golem umanoide nero, privo di volto, pieno di fessure da cui scaturiscono potenti fiammate, in grado di creare e manipolare il fuoco per scagliarlo o per difendersi a seconda delle necessità; è anche molto difficile da sconfiggere in quanto colpirlo o tagliarlo causa solo il suo riassemblamento o l'eventuale esplosione in migliaia di pezzi che poi tornano come prima, causando gravi danni. Obbedisce agli ordini di Yoshino ripetendo sempre ciò che gli viene detto con l'aggiunta "ho capito". Un istante prima della sua morte, Yoshino si fonde con Geitei creando una sorta di ibrido in grado di controllare il fuoco a piacere. È doppiata da Masako Katsuki (ed. giapponese) e da Federica Valenti (ed. italiana).

#### Cain
Cain (ケイン?, Kein) è un giovane portato da Kariya da Koga Gō per essere istruito. I due iniziano a vivere insieme, lavorando nella fattoria di quest'ultimo. Dopo aver subito un attacco dagli umani che li ritenevano mostri, e dopo aver visto la bambola di Koga in azione, Cain vuole diventare più forte per potersi difendere e proteggere le persone.
La bambola di Cain si chiama Waineton (ワイネトン?, Waineton). Seguendo un libro scritto da Kariya stesso, però, affrettatosi per il desiderio di possedere una bambola e non avendo ascoltato il consiglio di Koga, di aspettare di essere diventato più forte prima di evocare la sua bambola, compie il rito. Desideroso di mostrare allo stesso Koga il risultato e ignorando il parere della stessa Waineton che afferma di essere stanca e di volersi riposare, Cain rimane ucciso dalla bambola stessa, che voleva mettere alla prova la forza del suo padrone. Koga mostra di sentirsi responsabile per la morte di questo giovane, al quale teneva molto; e, per lo stesso motivo, si trattiene quando combatte contro dei giovani. È doppiato da Takayuki Fujimoto (ed. giapponese) e da Marcello Gobbi (ed. italiana).

#### Hō e Ban
Hō (鵬?) e Ban (磐?) sono dei bambini gemelli che possiedono poteri telepatici e usano le loro bambole per manipolare l'acqua. La loro apparizione nella storia si ha quando attaccano il Karakura Hospital, l'ospedale del padre di Ishida, per rapire lo stesso Uryū Ishida, che aveva perso i suoi poteri. Dopo aver affrontato tutti i componenti del gruppo, vengono sconfitti da Nova e Ganju Shiba; Nova, infatti, usando la sua abilità di teletrasporto, mette al tappeto Ban e costringe il gemello a controllare le due bambole contemporaneamente, Ganju, con l'uso dei fuochi d'artificio le uccide, mettendo così fine alla vita dei loro padroni.
Le loro bambole sono rispettivamente Guhl (グール?, Gūru) e Günther (ギュンター?, Gyuntā). Entrambe prendono la forma di tappi di bottigliette. Una volta rilasciate, possono controllare acqua, rendendo la loro distruzione difficoltosa a causa della piccola dimensione del tappo rispetto alla grande massa d'acqua che lo circonda. La loro tecnica principale per uccidere gli avversari consiste nell'inglobarli nella loro grande massa d'acqua, in modo da annegarli. Hanno anche la capacità di infilarsi nel corpo umano (essendo questo composto dal 70% di acqua), lacerando il nemico dalle interiora. Acquistano potere quando l'acqua li circonda, e si trasformano in un'unica bambola molto più forte quando si fondono. Il loro punto debole è che i loro padroni devono essere a contatto ravvicinato per poter contattarsi telepaticamente e per controllarle al meglio. Sono doppiati da Daisuke Sakaguchi (ed. giapponese) e da Gianandrea Muià (ed. italiana).

#### Gō Koga
Gō Koga (古賀 剛?, Koga Gō) è un uomo grande e muscoloso che assomiglia ad un motociclista punk con i capelli a punta arancioni. Anche senza usare la sua bambola, Koga ha un'impressionante forza fisica, tale da contrastare Ichigo e la sua zanpakutō a mani nude. La sua bambola è Dalk, una bambola metallica dalla voce femminile, che ha il potere di controllare le proprie molecole e cambiare forma quando lo desidera. Nell'episodio 83 dell'anime viene rivelato che il vero nome di Koga è Claude Gauguin (台东胡•开店沁?, Kurodo Gogyan) e che negli anni passati ha vissuto in Europa. Ha vissuto per oltre 12 generazioni, come egli stesso rivela a Ichigo, e si lamenta di aver sempre dovuto vedere i giovani morire; questa affermazione deriva dalla vicenda inerente a Cain, infatti Koga si ritiene responsabile per la morte del giovane, anche se questa è stata causata dalla fretta di questo di controllare la propria bambola. Nella storia, quando Kariya ottiene il potere di Jōkaishō, il simbolo dei Bount, e appare intenzionato a radere al suolo la Soul Society con questo potere, Koga si oppone e prova a fermarlo, finendo con l'essere ferito e abbandonato da Kariya. Successivamente, cercando di inseguirlo, Koga si imbatte in Tōshirō Hitsugaya e combatte con lui, perdendo perché Dalk non riesce a sopportare il freddo generato da Hyōrinmaru. Tuttavia, non muore e viene segretamente portato da Yoruichi Shihōin a casa di Ran'Tao, dove viene curato. Dopo aver scoperto di essere l'ultimo Bount, si scusa per le azioni passate della sua razza, e in particolare di quella di Kariya. Rimane a vivere con Ran'Tao, e non viene più menzionata la sua bambola.
La bambola di Koga si chiama Dalk (ダルク?, Daruku) e prende la forma di una sfera di metallo con il sigillo dei Bount inciso sopra. Una volta rilasciata, si trasforma in una forma semi-umanoide, con alcuni tratti caratteristici di un ragno, e può controllare le molecole del metallo che formano il suo corpo, cambiando continuamente forma secondo il suo volere. Possiede la capacità di separarsi istantaneamente in piccole sfere, rendendola molto difficile da colpire e da distruggere. Dalk usa una grande varietà di attacchi in combattimento, come ad esempio creare ragnatele metalliche nelle quali imprigionare l'avversario, oppure sparare pezzi del suo corpo come proiettili, trasformando addirittura il suo braccio in una mitragliatrice sparando piccole sfere. Dopo che il suo padrone ha bevuto l'elisir d'anime prodotto dai Bitto, Dalk assume ancora di più le connotazioni di un ragno, mantenendo solo il torso di forma umanoide. È doppiato da Tōru Furusawa (ed. giapponese) e da Massimiliano Lotti (ed. Italiana).

#### Mabashi
Mabashi (馬橋?, Mabashi) è un uomo coi capelli rossi, che indossa sempre strani vestiti blu, porta un piercing alla lingua e ha un carattere molto vanitoso. Una caratteristica che lo contraddistingue dai suoi compagni è il suo voler sempre esprimere la propria opinione, anche se le sue idee non collimano con quelle del capo del gruppo Kariya. La sua bambola è Liz, una creatura piccola, simile ad un topolino, che ha l'abilità di controllare gli avversari. Mabashi all'inizio non vuole bere l'elisir di anime prodotto dai Bitto, in ossequio alle leggi del clan che vietano di cibarsi di persone vive, ma Kariya lo costringe e velocemente ne diventa dipendente. Una volta entrato nella Soul Society, usa la sua bambola per mettere gli Shinigami l'uno contro l'altro. Quando incontra Soifon, all'inizio l'avvelena, ma poi è sconfitto, dato che viene colpito nello stesso punto due volte da Suzumebachi.
La bambola di Mabashi si chiama Liz (リズ?, Rizu). Quando è sigillata, prende la forma di un seme che pende dal collare di Mabashi, e, quando è lasciato cadere, fiorisce in un piccolo topolino simile ad un fiore che possiede la capacità di impossessarsi delle altre persone e prenderne il controllo. Liz dimostra di essere capace di muoversi nel terreno a grande velocità. Nella Soul Society, Liz acquista la capacità di duplicarsi numerose volte, e usa questi suoi cloni per impossessarsi di gruppi interi di persone. È doppiato da Daisuke Ono (ed. giapponese) e Simone Lupinacci (ed. italiana)

#### Ryō Utagawa
Ryō Utagawa (宇田川 稜?, Utagawa Ryō) è stato il braccio destro di Kariya. La sua bambola è Fried, una creatura simile ad un serpente che possiede la capacità di replicarsi. Trama segretamente di spodestare Kariya dalla sua posizione di leader, rubando il suo sigillo, ma viene ucciso da Maki Ichinose. Ha l'abitudine di usare, frammista alla classica parlata giapponese, termini stranieri fra cui "yes" e "no comment".
La bambola di Ryō si chiama Fried (フリード?, Furīdo). Quando è sigillata, prende la forma di un piccolo orologio da polso d'oro che il suo padrone tiene sempre con sé. Una volta rilasciato prende la forma di un serpente giallo attorcigliato attorno alle spalle di Ryō. Può essere usato come spada, scudo e frusta. Fried ha il potere di poter convertire tutti gli oggetti di forma allungata, come ad esempio tubi, corde e spaccature sull'asfalto, in ulteriori serpenti simili al suo aspetto. In aggiunta, Fried ha la capacità di creare sigilli tutto attorno all'area dove si trova Ryō, questi simboli scompaiono e ricompaiono dove l'avversario appoggia i piedi al suolo, facendo comparire enormi pilastri fatti di serpenti. È doppiato da Shusuke Sakino (ed. giapponese) e da Gianluca Iacono (ed. italiana).

#### Sawatari
Sawatari (沢渡?, Sawatari) sembra essere il Bount più vecchio, anche se il suo aspetto è semplicemente il risultato della continua assimilazione di umani vivi, che ha iniziato molto tempo prima di tutti gli altri Bount. Similmente a Utagawa, trama di prendere il posto di Kariya come leader dei Bount. È sempre ritratto seduto su una specie di trono, che non è nient'altro che una parte della sua bambola Baura. Prima dell'invasione alla Soul Society, Sawatari si batte con Chad, Rangiku Matsumoto, Nova e Ururu. Affronta in combattimento Mayuri Kurotsuchi, che inizialmente è interessato al Bount come soggetto di ricerca, ma alla fine lo uccide con il suo bankai.
La bambola di Sawatari, Baura (バウラ?), prende la forma di una balena che ingoia interamente i nemici; il suo stomaco è un collegamento ad un'altra dimensione e ogni cosa che vi finisce è ridotta in particelle e assimilata dal proprietario. Poiché ha la forma di un cetaceo, Baura si muove "nuotando" attraverso oggetti solidi, passando in un'altra sua esclusiva dimensione. Per emergere, tuttavia, il punto di emersione deve essere abbastanza largo per contenere l'intero corpo della bambola. Nella Soul Society il suo potere è amplificato, tanto che può anche nuotare a mezz'aria. È doppiato da Yuzuru Fujimoto (ed. giapponese) e da Sergio Romanò (ed. italiana).

#### Ugaki
Ugaki (宇柿?) è un uomo che porta un paio di occhiali tondi, vestito come un businessman, che adopera uno strano rituale e delle carte per controllare la sua bambola. Appare durante la saga dell'invasione della Soul Society. Ugaki combatte usando le tecniche di guerriglia, sfruttando la sua bambola mentre lui resta nascosto e ne modifica l'aspetto tramite le carte. viene affrontato da Renji Abarai e ucciso dalla sua stessa bambola quando questa, colpita più volte dal bankai di Renji, perde il controllo. 
La bambola di Ugaki si chiama Geselle (ゲゼル?, Gezeru) e ha la forma di un'enorme e mostruosa creatura nera con il corpo ricoperto di linee rossastre e delle enormi zanne, in grado di muoversi liberamente fra le ombre e sparire e riapparire in esse a piacere. Quando utilizza il suo potere abbinato ad una particolare carta, Ugaki può far mutare gli arti di Geselle nell'arma disegnata sulla carta o sfruttare semplicemente la forza bruta, tattica che combinata rende Geselle quasi imbattibile. È doppiato da Katsumi Suzuki (ed. giapponese) e da Alessandro Germano (ed. italiana).

#### Yoshi
Yoshi (ヨシ?) è una Bount donna dai lunghi capelli verdi e con l'innata propensione al combattimento. Sfrutta la sua bambola come un'arma e combatte lei stessa contro l'avversario, adoperando anche uno stile di combattimento con i calci simile al wushu. Viene affrontata e sconfitta da Ishida; poco prima di morire, rivela al suo avversario di essersi molto divertita nello scontro.
La bambola di Yoshi si chiama Nieder (ニーダー?, Nīdā) e ha la forma di una spada ed un ventaglio collegati da una catena, dotati di grande potenza d'attacco e utilizzabili anche come armi a distanza grazie alla lunghezza della catena. Yoshi può scegliere di adoperare la sua bambola in due modi differenti: quando tutto il potere viene concentrato sulla spada, si generano una copertura per il viso e uno spallaccio sulla spalla sinistra; in questa forma Nieder può generare diverse lame di luce oltre alla lama della spada che possono essere usate sia per attaccare come una frusta, sia per essere scagliate contro il nemico a distanza. Quando invece il potere viene concentrato sul ventaglio, la copertura e lo spallaccio appaiono sulla spalla destra e il ventaglio si apre ad ombrello, difendendo Yoshi da qualsiasi attacco. Quando non è nella sua forma potenziata, la bambola parla attraverso bocche che si aprono sulle impugnature della spada e del ventaglio. È doppiata da Yoko Soumi (ed. giapponese) e da Elisabetta Spinelli (ed. italiana).

### Zanpakutō

#### Muramasa
Muramasa (一 村正?) è il principale antagonista e orchestratore della saga della storia alternativa delle zanpakutō. Diverse centinaia di anni prima dell'inizio della trama principale, Muramasa era stato la zanpakutō di Kōga Kuchiki, comandante di terzo seggio della sesta divisione. Quando Kōga si ribellò contro la Soul Society, perse la capacità di comunicare ed usare il potere di Muramasa, ciò gli fece credere che Kōga lo avesse abbandonato e Muramasa cadde nella disperazione, fino a quando scoprì che Kouga era stato sigillato. Tenta di liberare tutte le zanpakutō dalla "schiavitù" degli Shinigami e le incita ad attaccare i loro padroni, con lo scopo segreto di liberare il suo ex padrone. Anche se Muramasa riesce a liberare il suo padrone, Kōga lo pugnala dopo il suo risveglio, dicendo che si trattava di una punizione per il suo abbandono. Viene ucciso dopo varie trasformazioni da Ichigo.
Appare come un uomo alto e trasandato, dalla pelle pallida. I suoi capelli sono corti e di color castano scuro, mentre gli occhi sono di color turchese, circondati da segni di viola. Indossa una lunga veste bianca, che ricorda le uniformi degli Arrancar, ma con il colletto coperto da una spessa pelliccia. La cosa che più si nota sono le sue unghie, bianche e molto lunghe. In quanto zanpakutō, Muramasa in origine aveva l'aspetto di una spada, che nella forma sigillata ha l'aspetto di una katana, con l'impugnatura viola e la guardia con la forma simile all'emblema dei Corpi del Kidō, un cerchio con tre cunei a uguale distanza tra loro. Muramasa è una zanpakutō di tipo illusorio. Il suo shikai, che Kōga rilasciava al comando "sussurra" (囁け?, sasayake), genera un'ondata di energia viola, che colpisce a 360°, capace di alterare la stabilità energetica tra una zanpakutō e il suo possessore, permettendogli di costringere lo spirito di una zanpakutō a manifestarsi e ad attaccare i propri alleati, o addirittura il proprio padrone, il quale non potrà utilizzare né shikai né bankai. È doppiato da Yūichi Nakamura (ed. giapponese) e da Roberto Palermo (ed. italiana).

### Ōko Yushima
Ōko Yushima (由嶌欧許?, Yushima Ōko) è il principale antagonista della saga dell'esercito invasore del Gotei 13, assente nel manga. Era uno Shinigami della dodicesima divisione, nonché sviluppatore delle anime modificate. È sempre stato introverso e impacciato con gli altri, nonostante volesse fortemente dimostrare a tutti il suo valore, ma le sue scarse abilità combattive lo fecero diventare oggetto di derisione all'Accademia Shinigami. Questa sua incapacità lo perseguitò anche dopo la laurea, dove venne ancora considerato un debole. Il suo trasferimento dalla decima divisione alla dodicesima, poi, lo portò addirittura a una crisi isterica, ma proprio qui fu messo a capo del progetto "Spearhead", suo motivo di orgoglio e ragione di vita. Ma quando la Camera dei 46 interruppe il progetto, adirando Yushima senza dargli delle spiegazioni, in un tentativo disperato di preservare la sua ricerca, Yushima lanciò i dati sulle anime modificate nel Dangai e trasferì i suoi ricordi a Kagerōza Inaba per poter completare il progetto in futuro, lasciandogli ormai una mente squilibrata. Appena resuscitato, Yushima possiede un'idea malsana delle relazioni sociali, con la convinzione che gli altri siano soltanto un freno alle proprie capacità. Consapevole dell'enorme potere che possiede, non esita a usarlo per vendicarsi della Soul Society per tutti i torti subiti.
La zanpakutō di Ōko, Sumitsukigasa (墨月暈?), prende la forma di una normale katana con un'impugnatura d'oro con un fodero rosso e marrone. Ha una tsuba rettangolare con una croce impressa su di essa. Una volta rilasciata al comando "gorgoglia" (滾れ?, tagire), la katana si trasforma in una spada a doppia lama di grandi proporzioni, con segni rossi su di essa. Con i poteri combinati di Kagerōza e Nozomi, la zanpakutō di Yushima diventa una fusione di entrambe le loro spade: con il potere del Raikū di Kagerōza può manipolare lo spazio, mentre con l'Arazome Shigure di Nozomi, ha la capacità di assorbire qualsiasi cosa classificato come reiatsu e di riutilizzarlo a proprio piacimento contro gli avversari. È doppiato da Hiroaki Miura (ed. giapponese) e da Massimo Di Benedetto (ed. italiana).

### Fullbringer
I Fullbringer (フルブリンガー?, Furuburingā) sono umani che hanno acquisito poteri particolari quando le loro madri sono state attaccate da Hollow. Il loro potere, denominato Fullbring (完現術?, Furuburingu), è un'abilità che si manifesta tramite un oggetto e attraverso la quale i Fullbringer possono manipolare l'essenza stessa della materia con gli effetti più disparati. L'unico modo per un Fullbringer di liberarsi dei suoi poteri è quello di trasferirli ad un umano con poteri da shinigami. In Bleach compare Xcution (エクスキューション?, Ekusukyūshon), un'organizzazione segreta i cui membri sono tutti Fullbringer. I componenti del gruppo affermano di voler diventare normali esseri umani trasferendo i loro poteri ad un umano con abilità da shinigami ed è per questo che entrano in contatto con Ichigo. Successivamente viene rivelato che il loro vero scopo è quello di incrementare i loro poteri rubandoli ad Ichigo. Per far questo usano il Fullbring di uno dei membri, Shūkurō Tsukishima, per manipolare i ricordi degli amici dell'ex shinigami e degli altri Fullbringer, rendere più credibile l'inganno e spingerlo a sviluppare il suo Fullbring per poi rubarglielo.

#### Kūgo Ginjō
Kūgo Ginjō (銀城 空吾?, Ginjō Kūgo) è uno shinigami che possiede anche il potere del Fullbring; riveste il ruolo di capo di Xcution e di antagonista principale della saga dei Fullbringer. Ha gli occhi marroni e lunghi capelli neri pettinati all'indietro; è alto 1,87 e indossa dei pantaloni neri, una maglietta bianca e un giacchetto nero con una pelliccia chiara. Porta inoltre al collo un pendente a forma di X, che è anche l'oggetto del suo Fullbring. Personaggio calmo e dal sangue freddo, è anche un abile manipolatore: convince infatti Ichigo ad interessarsi ad Xcution tramite diversi sotterfugi, tra cui rivolgersi all'agenzia dove lavora per fargli controllare il passato di Isshin Kurosaki fingendo di non sapere che sia suo padre. È stato il primo Sostituto Shinigami, tuttavia ha rinunciato a tale posizione ed è scomparso; qualche tempo dopo si è unito a Xcution sotto la guida di Tsukishima, che poi ha sostituito come leader dell'organizzazione.

Kūgo Ginjō sulla copertina del volume 50 di Bleach

Appare per la prima volta diciassette mesi dopo lo scontro con Aizen, quando invita Ichigo a raggiungerlo presso la sede di Xcution dove gli spiega la natura dei Fullbringers e gli offre la possibilità di riguadagnare i suoi poteri; dopo averlo effettivamente aiutato in questo, improvvisamente si rivolta contro il ragazzo rivelando il complotto ai suoi danni: l'obbiettivo dell'organizzazione, infatti, non è mai stato quello di liberarsi dei loro poteri grazie a lui, ma al contrario di impossessarsi dei suoi poteri per diventare ancora più forti. Dopo l'arrivo della truppa del Gotei 13 viene portato in un'altra dimensione dal Fullbring di Yukio, all'interno della quale combatte con Ichigo e Ishida; alla fine di un violento duello, tuttavia, viene sconfitto dallo Shinigami. Durante la saga della Guerra Millenaria viene salvato dal Rukongai, insieme a Giriko e a Tsukishima, da Kūkaku Shiba; dopo che Ichigo lascia la Soul Society alla volta del Palazzo Reale, la donna ordina a loro e a Ganju Shiba di allenarsi per prepararsi all'imminente battaglia con il Vandenreich. In seguito accompagna Tsukishima e Yukio al Palazzo Reale.
Kūgo è uno spadaccino molto esperto e possiede grandi qualità fisiche. Il suo Fullbring si chiama Cross of Scaffolds (クロス·オブ·スキャッフォルド?, Kurosu obu Sukyafforudo) e l'oggetto su cui lo concentra è il suo pendente, che può trasformare in una spada con uno spazio vuoto sopra all'elsa: in questo stadio può ricoprire la lama con un'aura di energia per poi colpire il suo avversario causando un'esplosione. Sovrapponendo il suo distintivo da Sostituto Shinigami al Fullbring, Ginjō fonde i due oggetti dando vita ad una nuova arma, simile alla precedente ma con vari elementi scheletrici; quest'arma sembra avere il potere di rubare il Fullbring altrui, come dimostra con Ichigo, e di usarlo a sua volta: in questo stadio, infatti, Ginjō è in grado di lanciare il Getsuga Tensho. Ginjō ha inoltre dimostrato di poter raggiungere uno stadio simile al bankai in cui il suo aspetto cambia notevolmente e in cui può scagliare un attacco simile al Cero degli Hollow. È doppiato da Hiroki Tōchi (ed. giapponese) e da Andrea Moretti (ed. italiana).

#### Shūkurō Tsukishima
Shūkurō Tsukishima (月島 秀九郎?, Tsukishima Shūkurō) è un ragazzo alto con i capelli neri lunghi fino alle spalle. Indossa una camicia bianca e dei pantaloni scuri con le bretelle. Ha una cicatrice sopra il sopracciglio sinistro. Il suo Fullbring, che si focalizza sul suo segnalibro, si chiama Book of the End (ブック·オブ·ジ·エンド?, Bukku obu ji Endo) e gli permette, colpendo la sua vittima con la spada, di inserire la sua presenza nel suo passato. Tsukishima è un personaggio freddo e calcolatore, e viene inizialmente presentato come ex membro di Xcution e attuale avversario. È stato lui a formare l'organizzazione per poter aiutare i Fullbringer a liberarsi dei loro poteri, ma in seguito ha cambiato idea ed ha deciso di accrescere le sue abilità sfruttando gli shinigami delegati. In seguito viene rivelato che Tsukishima era d'accordo con gli altri membri di Xcution fin dall'inizio, e che l'intera organizzazione condivide il suo obiettivo di derubare Ichigo dei suoi poteri. Quando gli Shinigami giungono in soccorso di Kurosaki affronta Byakuya Kuchiki, venendo da lui sconfitto. Dopo la sua morte, Tsukishima, insieme a Giriko e a Ginjō, viene salvato dal Rukongai da Kūkaku Shiba. Dopo che Ichigo lascia la Soul Society alla volta del palazzo reale, la donna ordina a loro e a Ganju Shiba di allenarsi, per prepararsi all'imminente battaglia con il Vandenreich. Ricompare in seguito al palazzo reale in compagnia di Ginjo e Yukio, dove usa i suoi poteri per consentire ad Orihime di riparare Zangetsu, rotta in precedenza da Ywatch. È doppiato da Daisuke Ono (ed. giapponese) e da Ivan Spada (ed. italiana).

#### Riruka Dokugamine
Riruka Dokugamine (毒ヶ峰 リルカ?, Dokugamine Riruka) è una ragazza con gli occhi e i capelli color magenta, indossa un cappello chiaro, un vestito scuro e degli stivali alti. Riruka viene rappresentata come una ragazza sicura di sé e dal carattere giocoso che non sopporta Yukio; è una chiacchierona irascibile. Il suo Fullbring, che si focalizza su qualsiasi cosa lei trovi carina, si chiama Dollhouse (ドールハウス?, Dōruhausu) e le permette di trasferire a suo piacimento cose e persone all'interno di oggetti che lei trova carini. Dopo aver ricevuto parte dei poteri di Ichigo, il suo Fullbring cambia aspetto ricoprendole gli avambracci, il petto e le gambe con un'armatura e facendo spuntare sul suo cappello delle orecchie da coniglio. Dopo essere brevemente apparsa in compagnia di Kūgo e Giriko, Riruka viene ufficialmente introdotta come un membro di Xcution presso la loro base, dove aiuta Ichigo nei suoi allenamenti grazie al suo Fullbring. Quando arriva il momento di tradire Ichigo e appropriarsi dei suoi poteri sembra restia e, nello scontro con gli shinigami giunti a salvare Kurosaki, affronta con poca convinzione Rukia Kuchiki. Ricompare in seguito durante la battaglia con il Vandenreich quando, insieme a Yukio, usa i suoi poteri per portare il gruppo di Ichigo al palazzo reale in vista dello scontro con Ywatch. È doppiata da Megumi Toyoguchi (ed. giapponese) e da Laura Cherubelli (ed.italiana).

#### Yukio Hans Vorarlberna
Yukio Hans Vorarlberna (雪绪･ハンス･フォラルルベルナ?, Yukio Hansu Foraruruberuna) è un ragazzino con i capelli biondi e gli occhi verdi, indossa un basco, un cappotto, dei pantaloni e degli stivali tutti scuri. Si prende spesso gioco di chi gli sta intorno sottolineando la sua natura critica; è molto egocentrico, al punto da autoproclamarsi Dio, ed è alquanto spietato, cosa che dimostra gioendo della rovina della sua famiglia e del suicidio del padre. Il suo Fullbring, che si focalizza sulla sua console portatile — nel manga un Nintendo 3DS mentre nell'anime una PSP — si chiama Invaders Must Die (インヴェイダーズ·マスト·ダイ?, Inveidāzu Masuto Dai) e gli permette di trasportare chiunque dentro ad un videogioco del quale lui stabilisce le regole. Dopo aver ricevuto parte di poteri di Ichigo, il suo Fullbring cambia aspetto ricoprendogli le braccia e le gambe con un'armatura e facendogli spuntare in testa due antenne. Questo aumento di potenza gli consente di manipolare anche la realtà al di fuori del suo videogioco e di creare delle dimensioni isolate che chiama "Chatroom". Anche lui aiuta Ichigo nel suo allenamento sfruttando le proprietà del suo Fullbring e quando i membri di Xcution si scontrano con gli shinigami è lui a creare le dimensioni per separare le varie coppie e si trova ad affrontare Tōshirō Hitsugaya, venendo da lui sconfitto. Ricompare in seguito durante la battaglia con il Vandenreich quando, insieme a Riruka, usa i suoi poteri per portare il gruppo di Ichigo al palazzo reale in vista dello scontro con Ywatch. È doppiato da Mitsuhiro Ichiki (ed. giapponese) e da Andrea Rotolo (ed. italiana).

#### Jackie Tristan
Jackie Tristan (ジャッキー トリスタン?, Jakkī Torisutan) è una donna alta e prosperosa con i capelli neri a caschetto, labbra carnose e dalla pelle scura, indossa una maglia scura a maniche lunghe, dei pantaloni attillati chiari e degli stivali. Viene rappresentata come una persona piuttosto taciturna e dimostra la sua anima caritatevole quando decide di sacrificarsi per salvare Renji che l'aveva risparmiata. Il suo Fullbring, che è focalizzato sui suoi stivali, si chiama Dirty Boots (ダーティ・ブーツ?, Dāti Būtsu) e le permette di aumentare la potenza dei suoi calci sporcandosi gli stivali. Dopo aver ricevuto parte di poteri di Ichigo, il suo Fullbring cambia aspetto ricoprendogli la maggior parte del corpo con un'armatura e facendole comparire addosso un motore di motocicletta da cui può far uscire un liquido nero col quale sporcare il mantello del suo Fullbring e fortificarsi ulteriormente. Jackie viene presentata per la prima volta presso il quartier generale di Xcution, dove aiuterà in seguito Ichigo nel suo allenamento facendogli da sparring partner. Nello scontro tra gli shinigami e Xcution viene facilmente sconfitta da Renji Abarai che tuttavia si rifiuta di finirla. Per evitare che Yukio faccia collassare la dimensione nella quale erano rinchiusi uccidendo entrambi, Jackie, commossa dal gesto di Renji, si sacrifica facendosi esplodere. Alla fine della battaglia, si scopre che è ancora viva, tuttavia ha perduto i suoi poteri Fullbring. È doppiata da Atsuko Yuya (ed. giapponese) e da Elena Mancuso (ed. italiana).

#### Giriko Kutsuzawa
Giriko Kutsuzawa (沓沢 ギリコ?, Kutsuzawa Giriko) è un uomo di mezza età alto con i capelli scuri corti, i baffi ed una benda sull'occhio destro, resasi necessaria quando il potere Fullbring di Giriko è fuoriuscito proprio dal suo occhio destro. Indossa una camicia bianca, un gilet scuro e un cravattino e porta spesso con sé un bastone da passeggio. Apparentemente calmo e controllato, durante lo scontro con Kenpachi, Giriko mostra la sua vera natura arrogante. Il suo Fullbring, che si focalizza sul suo orologio da taschino, si chiama Time Tells No Lies (タイム·テルズ·ノー·ライズ?, Taimu Teruzu Nō Raizu) e grazie ad esso egli può applicare delle regole spazio-temporali a cose e persone che, se non vengono rispettate, ne causano la distruzione. Giriko può inoltre lanciare i numeri sul suo orologio come proiettili per causare danni diretti al suo avversario. Dopo aver ricevuto parte di poteri di Ichigo, il suo Fullbring cambia aspetto ricoprendo il suo corpo e la sua benda con un'armatura, facendogli comparire attorno nove orologi fluttuanti e donandogli la capacità di stipulare dei contratti che gli forniscono tanta più forza quanto più semplice è la formula del contratto stesso. Dopo essere fugacemente apparso assieme a Kūgo e Riruka, Giriko viene presentato presso la sede di Xcution dove sembra svolgere le mansioni di barista. Col suo Fullbring imposta dei limiti di tempo per l'allenamento di Ichigo nella casa delle bambole di Riruka e, quando poi gli shinigami giungono in soccorso di Kurosaki, affronta Kenpachi Zaraki, dal quale viene ucciso e tagliato in due in un istante. Dopo la sua morte, Giriko, insieme a Ginjō e a Tsukishima, viene salvato dal Rukongai da Kūkaku Shiba. Dopo che Ichigo lascia la Soul Society alla volta del palazzo reale, la donna ordina a loro e a Ganju Shiba di allenarsi, per prepararsi all'imminente battaglia con il Vandenreich. È doppiato da Atsushi Ono (ed. giapponese) e da Matteo Brusamonti (ed. italiana).

#### Moe Shishigawara
Moe Shishigawara (獅子河原 萌笑?, Shishigawara Moe) è un ragazzo con i capelli rasati e la cresta, ed indossa un'uniforme scolastica che porta sbottonata. Shishigawara è piuttosto arrogante e sicuro di sé, ma è anche timido con le ragazze ed è testardo, cosa che dimostra rifiutandosi di ritirarsi nonostante gli ordini di Tsukishima. Il suo Fullbring, che si focalizza sul suo tirapugni, si chiama Jackpot Knuckle (ジャックポット・ナックル?, Jakkupotto Nakkuru) e gli permette di manipolare le probabilità in suo favore. Quando colpisce qualcosa, questa si rompe "per caso". Shishigawara viene presentato come un alleato di Tsukishima quando questi sembra essere un avversario di Xcution e lo accompagna da Orihime, che non riesce a colpire per via della sua avvenenza. Compare nuovamente quando Ichigo si scontra per la seconda volta con Tsukishima e si batte con Kūgo. Successivamente, nello scontro con gli shinigami, affronta Ikkaku Madarame, venendo sconfitto dopo una feroce battaglia a mani nude. È doppiato da Hiroyuki Yoshino (ed. giapponese) e da Jacopo Calatroni (ed. italiana).

### Quincy
Quincy (滅却師?, Kuinshī) sono un clan di umani discendenti da Yhwach. Esseri spiritualmente consapevoli, i Quincy possono modellare le particelle spirituali chiamate reishi in vari tipi di archi e frecce, armi ed esplosivi. Nel periodo del loro massimo splendore, i Quincy utilizzavano i loro poteri per combattere gli Hollow e proteggere gli umani in modo più efficace rispetto agli Shinigami. Tuttavia, a differenza degli Shinigami che purificano gli Hollow, i Quincy distruggono completamente le anime e creando così uno squilibrio tra il mondo dei vivi e dei morti. Per questo gli Shinigami sterminarono gran parte dei Quincy, lasciando solo pochi sopravvissuti; i Quincy da allora nutrono un forte risentimento nei confronti degli Shinigami. Kubo creò i Quincy come rivali degli Shinigami e ciò risultò nel loro uso di armi da lancio, in opposizione alle zanpakutō, e nei loro vestiti bianchi, in antitesi all'uniforme nera degli Shinigami.
Il Vandenreich (見えざる帝国?, Vandenraihi) sono un gruppo di Quincy guidato da Yhwach che costituisce l'antagonista principale nell'ultimo arco narrativo della serie. Il loro abbigliamento è composto da un trench, un mantello, una cintura e il simbolo dei Quincy sull'uniforme. Fondato dai supertiti del genocidio dei Quincy, il Wandenreich ha atteso per secoli il risveglio del loro capo Yhwach per vendicarsi degli Shinigami.

## Altri personaggi

### Famiglia Kurosaki

#### Isshin Kurosaki
Isshin Kurosaki (黒崎 一心?, Kurosaki Isshin) è il padre di Ichigo, Karin e Yuzu. In passato era un membro del clan Shiba e ricopriva il ruolo di capitano della Decima Divisione del Gotei 13: come luogotenente aveva Rangiku Matsumoto mentre l'ufficiale di terzo seggio era il futuro capitano Tōshirō Hitsugaya. Si presenta come un uomo di mezza età con i capelli corti, scuri e dritti e la barba lunga; generalmente porta una camicia e dei pantaloni sotto al camice da dottore. Il suo carattere è giocoso e allegro ma soffre molto per la mancanza della moglie, arrivando a parlare con una sua gigantografia appesa in salotto. È solito tentare di colpire Ichigo appena questi si sveglia al mattino per affinarne i riflessi e pare molto interessato a come i figli vivono la fase dell'adolescenza.

I membri della famiglia Kurosaki: da sinistra Yuzu, Isshin e Karin

Tempo addietro si recò nella città di Naruki per indagare sulla sospetta morte di uno Shinigami: qui venne attaccato da un Hollow artificiale chiamato White, creato da Aizen nel corso dei suoi esperimenti, ma venne salvato da una Quincy di nome Masaki Kurosaki; con l'aiuto di Urahara e Ryūken Ishida riuscirà ad evitare la morte della ragazza, sacrificando tuttavia i suoi poteri. Confinato nel mondo umano lavorerà come medico dirigendo una clinica e si sposerà con Masaki, da cui avrà tre figli ai quali però decide di nascondere il suo passato. In seguito acquista nuovamente i suoi poteri da Shinigami e in questa occasione ha la possibilità di uccidere Grand Fisher, l'Hollow responsabile della morte della moglie ora diventato Arrancar, affermando però di non averlo fatto per vendetta. Rivela al figlio la sua vera identità nel corso della battaglia di Karakura, nella quale interviene assieme a Urahara e Yoruichi contro Aizen: mentre Ichigo combatte contro Gin, i tre ex capitani si uniscono contro il nemico comune costringendolo a ricorrere al potere dell'Hōgyoku, grazie al quale riesce ad avere la meglio; Isshin riesce tuttavia a riprendersi e con il figlio entra nel Dangai, dove gli insegna il Getsuga Tenshō Finale grazie al quale riuscirà a fermare Aizen. Successivamente, nella saga della Guerra dei mille anni, dopo che Ichigo viene rispedito sulla terra da Ōetsu Nimaiya avendo fallito nella sconfitta della sua Asauchi, Isshin si reca a casa della datrice di lavoro del figlio (dalla quale si era rifugiato per la vergogna) per rivelargli le sue origini e quindi si reca con Ryūken al palazzo del Re Spirito.
Il nome della sua Zanpakutō è Engetsu (剡月? lett. "Luna crescente") e nella sua forma sigillata assomiglia ad una katana dalla tsuba esagonale e dal manico rosso, alla cui estremità è legata una corda azzurra. Lo shikai viene rilasciato al comando "brucia" (燃えろ?, moero) e ne ricopre la lama di pura energia spirituale; il potere principale della spada è quello di controllare il fuoco, ma è anche in grado di lanciare il Getsuga Tenshō. Il suo bankai non è stato rivelato ma si sa che, a detta di Aizen, danneggia molto il suo fisico; presumibilmente, inoltre, Isshin è anche in grado di usare l'Ultimo Getsuga Tenshō. È doppiato da Toshiyuki Morikawa (ed. giapponese) e da Claudio Moneta (ed. italiana).

#### Karin Kurosaki
Karin Kurosaki (黒崎 夏梨?, Kurosaki Karin) è una delle due sorelle di Ichigo. È una persona sensibile, tuttavia non si fa problemi a sgridare e a picchiare il padre per i suoi comportamenti immaturi e fa risaltare spesso il suo lato testardo e protettivo. Karin è stata, fra i tre figli di Isshin, quella che più di tutti è rimasta sconvolta dalla morte di sua madre. Dopo questo tragico evento, la ragazza ha preso la decisione di non piangere più per non far preoccupare la sua famiglia. Karin, al contrario della sorella, riesce, già all'inizio della storia, ad avvertire la presenza degli Hollow. Nelle puntate ambientate nella città di Karakura durante la saga nella Soul Society, si dimostra un'abile combattente contro gli Hollow, impersonando Karakura Red, ranger della squadra formata da Don Kanonji. Dopo la sconfitta di Aizen, quando oramai il fratello ha perso ogni potere spirituale, sorprendentemente quelli di Karin subiscono un'impennata, consentendole di interagire con vari plus come faceva Ichigo all'inizio della storia. È doppiata da Rie Kugimiya (ed. giapponese) e da Giulia Bersani (ed. italiana).

#### Yuzu Kurosaki
Yuzu Kurosaki (黒崎 遊子?, Kurosaki Yuzu) è la sorella gemella eterozigote di Karin. È più dolce e responsabile rispetto alla sorella, e si prende cura della casa. Il suo passatempo preferito è giocare con Kon, che chiama, non sapendo chi sia in realtà, Bostaph, vestendolo con abiti femminili e aggiungendogli accessori di ogni sorta. Yuzu è molto affezionata a suo fratello, infatti è il componente della famiglia che avverte di più la sua mancanza quando era ad allenarsi con i Vizard. Spesso si dimostra gelosa nei suoi confronti, arrabbiandosi quando la sorella Karin lo chiama "pervertito" affermando invece che Ichigo è diverso dagli altri adolescenti. Tiene inoltre molto al giudizio di suo fratello, come avviene nel capitolo 424 in cui si rivede la ragazza da adolescente con i capelli un po' più lunghi, chiedendo ad Ichigo se la trova carina con la nuova uniforme scolastica. È doppiata da Ayumi Sena (ed. giapponese) e da Veronica Cuscusa (ed. italiana).

#### Masaki Kurosaki
Masaki Kurosaki (黒崎 真咲?, Kurosaki Masaki) era la moglie di Isshin, nonché madre dei tre fratelli Kurosaki. Appare come una donna dalla pelle chiara e dai lunghi capelli castano chiaro, dall'espressione sempre dolce e sorridente, che amava profondamente la sua famiglia. Masaki incontra Isshin per la prima volta da adolescente. Dopo averlo salvato da un Hollow sperimentale, creato da Sosuke Aizen per hollowificare gli Shinigami, ella si presentò a lui come una Quincy. Tuttavia, subendo ella stessa gli effetti della trasformazione in Hollow, Ryuken la portò da Kisuke Urahara, il quale riuscì a fermare la morte di Masaki al prezzo dei poteri di Isshin.
Muore uccisa da Grand Fisher nell'intento di proteggere suo figlio Ichigo, che allora aveva appena sei anni. Stando alle parole di Isshin, Masaki avrebbe potuto sconfiggere Grand Fisher senza problemi, ma perse il combattimento quando Yhwach assorbì i poteri dei mezzi-quincy che lui riteneva impuri per ripristinare i suoi. È doppiata da Sayaka Ōhara (ed. giapponese) e da Renata Bertolas (ed. italiana).

### Città di Karakura

#### Tatsuki Arisawa
Tatsuki Arisawa (有沢 竜貴?, Arisawa Tatsuki) è la migliore amica di Orihime Inoue. Cerca di proteggerla da chiunque cerchi di ottenere un appuntamento con lei, e da chiunque cerchi di farla piangere. Conosce Ichigo da quando avevano quattro anni, infatti è l'unica amica a chiamarlo per nome senza alcun suffisso. Quando erano bambini gli ha prestato più volte soccorso salvandolo da altri ragazzini che volevano picchiarlo. Membro del club di karate, è cintura nera secondo dan. Cerca di difendere la sua amica Inoue dall'attacco di un Hollow: in un primo momento sconfigge i compagni controllati dal potere del mostro, ma alla fine soccombe e sarà proprio la sua amica a salvarla. Tatsuki arriva vicino alla morte per mano del decimo Espada Yammy Rialgo, che usa una speciale tecnica di assorbimento delle anime umane. L'intervento di Ichigo e compagni impedirà la triste fine. Come molti amici di Ichigo anche lei possiede una notevole forza spirituale: sente la presenza di Orihime ovunque essa sia e può percepire fantasmi ed Hollow. È doppiata da Junko Noda (ed. giapponese) e da Anna Mazza (ed. italiana).

#### Keigo Asano
Keigo Asano (浅野 啓吾?, Asano Keigo) si trova nella stessa classe di Ichigo. È estremamente attivo e spesso sdramatizza ogni momento drammatico con i suoi interventi. Ikkaku Madarame gli salva la vita contro un Arrancar e per sdebitarsi lo invita a casa sua con Yumichika Ayasegawa come ospite. Anche Keigo ha dei poteri, anche se poco sviluppati; infatti riesce a vedere Ikkaku nella forma di shinigami e lo vediamo serio una volta nella puntata 142 dell'anime e un'altra nel numero 412 del manga in cui prende la zampakutō dello shinigami Zennosuke Kurumadani per difendere Tatsuki da Aizen. Solitamente è sempre in compagnia di Mizuiro Kojima. Quest'ultimo afferma che è una persona molto intelligente, anche se solitamente si comporta in modo infantile e non fa altro che lamentarsi o scherzare. È doppiato da Katsuyuki Konishi (ed. giapponese) e da Giuseppe Palasciano(ed. italiana).

#### Mizuiro Kojima
Mizuiro Kojima (小島 水色?, Kojima Mizuiro) è ragazzo di buone maniere ed ottimo amico di Keigo. Nella serie, infatti, Mizuiro è sempre in sua compagnia. Ha un debole per le donne più anziane di lui. È doppiato da Jun Fukuyama (ed. giapponese) e da Fabrizio Valezano(ed. italiana).

#### Chizuru Honshō
Chizuru Honshō (本匠千鶴?, Honshō Chizuru) è una ragazza con gli occhiali e i capelli rossi. Apertamente omosessuale, rivolge spesso molte avances alle sue amiche, soprattutto nei confronti di Orihime. È doppiata da Saki Nakajima (ed. giapponese) e da Veronica Cuscusa (ed. italiana).

#### Don Kanonji
Don Kanonji (ドン・観音寺?), il cui vero nome è Misaomaru Kanonji (観音寺 ミサオ丸?, Kanonji Misaomaru) è un famoso medium che ha un suo popolare show televisivo chiamato Raid inaspettati in luoghi infestati (ぶらり霊場突撃の旅?, Burari reijō totsugeki no tabi), guardato dal 25% della popolazione giapponese. Alto e snello, ha dei lineamenti ben definiti e cura molto i suoi baffi, ma si fa notare soprattutto per i suoi vistosissimi abiti. Parla un misto di giapponese e inglese e il suo segno caratteristico è gridare "Bwa-ha-ha-ha-ha" con le braccia incrociate sul petto e le mani semichiuse. Il gesto viene spesso emulato dai suoi fan. Il suo speciale attacco, chiamato Kanonball, è una piccola sfera di energia: con essa salverà Ichigo dall'attacco di un Hollow, liberandone la zanpakutō incastrata nel soffitto dell'ospedale abbandonato dove si stava svolgendo lo scontro. Più tardi formerà negli episodi filler i supereroi di Karakura, un gruppo composto da lui, Karin Kurosaki e dai bambini dell'emporio Urahara. La sua principale apparizione ufficiale è nel volume numero 4, mentre molte delle sue apparizioni successive sono dovute a degli episodi filler non presenti nel manga originale. Lo si rivede nel manga numero 46, mentre, insieme ai compagni di Ichigo, tenta di difendere Karakura dall'attacco di Aizen. È doppiato da Shigeru Chiba (ed. giapponese) e da Luca Ghignone (ed. italiana).

### Guardiani dei cancelli del Seireitei

#### Jidanbō Ikkanzaka
Jidanbō Ikkanzaka (一貫坂 兕丹坊?, Ikkanzaka Jidanbō) è il guardiano del cancello ovest del Seireitei, Hakutōmon, e il fratello di Jirōbō Ikkanzaka. È un gigante di buon cuore e molto attento al rispetto e all'onore. Nella saga della Soul Society, Jidanbō cerca di fermare l'avanzata di Ichigo e compagni, ma viene sconfitto dal ragazzo senza il minimo sforzo. Quindi si convince che, avendo perso, deve permettere agli intrusi di entrare, ma si trova di fronte Gin Ichimaru che lo ferisce al braccio. Guarisce grazie alle arti magiche di Orihime Inoue, diventando amico suo e del resto del gruppo. È doppiato da Takashi Nagasako (ed. giapponese) e da Pietro Ubaldi (ed. italiana).

### Anime modificate
Le anime modificate (改造魂魄?, kaizō konpaku) sono creature artificiali create tramite il progetto chiamato "Spearhead". Lo scopo delle anime modificate era quello di dare la caccia agli Hollow utilizzando corpi umani privi d'anima, con alcuni particolari aspetti potenziati; a causa della troppa crudeltà nell'utilizzo di cadaveri per combattere, gli Shinigami decisero di abbandonare il progetto e di distruggere tutte le anime modificate create e quelle ancora rinchiuse nelle pillole, anche se alcune di queste riuscirono a scappare. Nell'anime le Mod Soul sono create da Ōko Yushima, e a causa dell'effettiva pericolosità del progetto, fu deciso di interromperlo.

#### Kon
Kon (コン?) è la prima anima modificata che appare nell'anime e l'unica ad apparire nel manga. Si tratta di un esemplare difettato che per errore è stato rilasciato a Rukia, finendo infine in possesso di Ichigo. Riveste un ruolo comico all'interno della serie, venendo spesso snobbato dagli altri personaggi per via della sua natura perversa. È attratto dalle ragazze con un seno prosperoso e quando occupa un corpo non suo cerca spesso di guardare sotto alle gonne delle ragazze. Occupa un peluche in foggia di leone, di cui va molto fiero. Quando Ichigo veste i panni di Shinigami, Kon è incaricato di prendere possesso del suo corpo e non far insospettire la sua famiglia. Sebbene faccia solo comparse sporadiche all'interno della serie, Kon appare spesso negli speciali della serie, autoproclamandosi la mascotte della serie. È doppiato da Mitsuaki Madono (ed. giapponese) e da Stefano Ferrari (ed. italiana).

#### Ririn
Ririn (りりん?) è una delle tre anime modificate create da Kisuke Urahara. Il gigai da lei utilizzato ha l'aspetto di una piccola ragazza con capelli biondi corti con punte rosa e scarpe rosse. Quando non è nel suo gigai risiede all'interno di un pupazzo a forma di un uccello, avvolto da un mantello con cappuccio azzurro e con un papillon rosso. Mostra sempre un atteggiamento da leader del gruppo delle tre anime modificate ed ha un debole per i giochi. All'inizio odia Ichigo per la sua personalità scontrosa, ma in lei cresce con il passare del tempo un affetto che la porterà ad essere invidiosa di Rukia. Ririn spesso è anche arrogante, ma dimostra di essere una vera amica per i suoi compagni. Nel corso dell'arco narrativo dei Bount, Ririn aiuta gli amici di Ichigo contro Yoshi. In seguito verrà sconfitta insieme ai suoi compagni da Maki Ichinose. La sua abilità speciale è quella di creare illusioni. È doppiata da Yumi Kakazu (ed. giapponese) e da Francesca Tretto (ed. italiana).

#### Kurōdo
Kurōdo (蔵人?) è una delle anime modificate create da Kisuke Urahara. Il gigai solitamente utilizzato da Kurōdo ha l'aspetto di un uomo con dei baffi e con i capelli bicolori: neri a destra e biondi a sinistra. Indossa una tuba e con il suo aspetto ricorda un manager di un circo. Quando esce dal suo gigai, entra in un pupazzo a forma di coniglio. È un codardo, ha paura dei serpenti ed è attratto allo stesso modo di Kon dalle belle ragazze. Rukia ha un debole per lui in forma coniglio perché le ricorda Chappy il coniglio, che desiderava tanto. Nella saga dei Bount aiuterà gli amici di Ichigo contro Yoshi, che prima di lui aveva combattuto anche con la sua compagna Ririn. In seguito anche con l'aiuto dei suoi compagni verrà sconfitto da Maki Ichinose. Possiede l'abilità di cambiare il proprio aspetto ma non acquisisce le abilità di chi si trasforma. È doppiato da Nobuo Tobita (ed. giapponese), Luca Sandri (ed. italiana).

#### Noba
Noba (之芭?, Noba) è una delle anime modificate create da Kisuke Urahara. Il suo gigai ha l'aspetto di un giovane ragazzo che indossa una specie di cappotto con uno scudo dietro la schiena ed una maschera che copre il suo volto, da cui spunta un ciuffo di capelli rossi. Quando esce dal suo gigai entra nel corpo di una tartaruga verde. È molto silenzioso e quando si imbarazza si chiude la maschera coprendo anche gli occhi. Nella saga dei Bount, aiuta gli amici di Ichigo più volte, la prima contro i due gemelli ed in seguito contro Sawatari. Alla fine verrà sconfitto con i suoi amici da Maki Ichinose. Nova possiede il potere di teletrasportare sé stesso o gli altri in un luogo a sua scelta, a patto che ci sia già stato in precedenza. Egli può anche creare una sorta di scudo che deflette i vari attacchi nemici e può assorbire il fuoco. Quando si trova nella tartaruga può teletrasportarsi nel raggio di due metri. È doppiato da Tomokazu Sugita (ed. giapponese) e da Andrea La Greca (ed. italiana).

#### Nozomi Kujō
Nozomi Kujō (九条 望実?, Kujō Nozomi) è un'anima modificata che appare solo nell'anime. Scappata dalla Soul Society poiché ricercata da Kagerōza Inaba e dai regai, Nozomi arriva nella città di Karakura, dove viene trovata da Kon. Si scoprirà successivamente che lei è stata la prima anima modificata creata insieme a Kagerōza Inaba durante il progetto "Spearhead" ad opera di Ōko Yushima. È doppiata da Hisako Kanemoto (ed. giapponese) e da Giulia Bersani (ed. italiana).

### Rurichiyo Kasumiōji
Rurichiyo Kasumiōji (霞大路 瑠璃千代?, Kasumiōji Rurichiyo) è una bambina dai capelli biondi e capo del Clan Kasumiōji. Estremamente viziata, parla sempre di sé usando il pluralis maiestatis. Ha un carattere molto sensibile e curioso. È la principessa di una delle famiglie più importanti della Soul Society. Ha con sé due Shinigami che sono anche le sue guardie del corpo, Kenryū (犬龍?) ed Enryū (猿龍?).
Insieme ai suoi due accompagnatori si trasferisce nella casa accanto a quella di Ichigo e frequenterà la sua stessa classe; ella è infatti in fuga da Gyōkaku Kumoi (雲井 尭覚?, Kumoi Gyōkaku), consigliere della famiglia Kasumiōji che vorrebbe sbarazzarsi di lei per fare in modo di diventare il capo della famiglia. Con la principessa sulla terra, l'uomo invia degli assassini per ucciderla; anche se è ignara di tutto perché i due Shinigami non vogliono che si preoccupi per la sua vita e cercano di distrarla sempre senza mai dirle la verità. Rurichiyo poi capirà che Kumoi sta facendo di tutto pur di ucciderla e deciderà di andare nella Soul Society per sposare il suo fidanzato Shū Kannogi (菅ノ木 愁?, Kannogi Shū). Però appena arriva nella Soul Society verrà catturata da Kumoi e i suoi scagnozzi e la sostituirà con un sosia al matrimonio, sembrando ipnotizzata. Liberatasi, Ichigo avrà il compito di salvarla prima da Kumoi e poi da Shūsuke Amagai. Alla fine diventa lei il capo della famiglia e saluta Ichigo sperando che un giorno si rincontrino. È doppiata da Reiko Takagi (ed. giapponese) e da Sabrina Bonfitto (ed. italiana).

### Re Spirito
Il Re Spirito (霊王?, Reiō) è il "sovrano" della Soul Society, creato appositamente per regolare il flusso di anime tra essa e il mondo dei vivi. Senza di esso, la Soul Society e tutte le dimensioni collegate ad essa svanirebbero. Egli risiede in una dimensione separata, protetta dalla Guardia Reale. Il suo aspetto è umanoide, sebbene gli manchino braccia e gambe, e risiede imprigionato all'interno di una speciale capsula al centro del suo palazzo. Durante la saga della guerra dei mille anni, il figlio del Re Spirito, Yhwach, invade la dimensione reale e trafigge il padre al petto; quando Ichigo tenta di rimuovere la spada, il sangue Quincy al suo interno lo forza a colpire il Re Spirito, tagliandolo a metà. Sacrificando la sua vita, Jūshirō Ukitake intercede presso Mimihagi affinché gli salvi la vita, ma Yhwach interrompe il processo assorbendo sia Mimihagi che il Re Spirito al suo interno. Paradossalmente al suo ruolo, in realtà è un Quincy anche lui, che con i suoi arti strappati vuol combattere gli stessi Shinigami che lo hanno imprigionato, così come affermano Yhwach e Jugram Haschwalth; in più, per via della propria immobilità e della mancanza di una coscienza, oltre che degli arti, non può dirsi propriamente vivo: essendo così la sua carica solo una convenzione, sconosciuta ai componenti del Gotei 13 e all'intera Soul Society, che credono semplicemente che il Re abbia lasciato i propri poteri in mano alla Camera dei 46. La stranezza sulla natura del Re Spirito era stata precedentemente citata, ma non esplicitamente resa nota, da Urahara e Aizen poco prima della dipartita di quest'ultimo. Il Re Spirito, così come il figlio Yhwach, possiede il potere di vedere il futuro.

### Mimihagi
Mimihagi (ミミハギ?) è un dio caduto che agisce come vassallo del Re Spirito, di cui rappresenta il braccio destro. Il suo aspetto è infatti in forma di braccio, con un solo occhio sul viso dalle fattezze di mano. Mimihagi è stato dimenticato dalla maggior parte della Soul Society, ma è ancora riverito in aree periferiche del Rukongai Est per la sua abilità di prolungare la vita di una persona estraendole la parte del corpo ammalata e dandole modo di vivere tramite il Kamikake (神掛?): l'abilità di compensare gli effetti derivanti da tale assenza. È il caso di Jūshirō Ukitake, i cui polmoni sono stati rimossi da Mimihagi sotto richiesta dei genitori del bimbo. Durante la seconda invasione del Vandenreich, Ukitake attiva il Kamikake per offrire il suo corpo a Mimihagi e ripristinare così il Re Spirito; Mimihagi, in principio dalla parte di Yhwach, accetta il sacrificio ma viene fermato da Ywhach e assorbito dal Quincy.